# Albaner in Italien

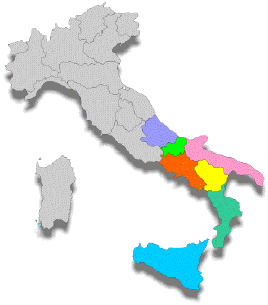
Die italienischen Regionen Italiens, in denen eine Minderheit der Arbëresh lebt.

Die Albaner in Italien (albanisch Shqiptarët në Itali; italienisch Albanesi in Italia) bestehen aus zwei Gruppen: einerseits die Arbëresh, eine alteingesessene ethnische Minderheit in Mittel- und Süditalien, andererseits die Zuwanderer aus Albanien, die seit 1991 zu Hunderttausenden über die Adria gekommen sind.
Während die italo-albanischen Arbëresh in Basilikata, Kalabrien und auf Sizilien leben, wanderten die modernen Albaner vor allem in die wohlhabenden Regionen Norditaliens, wie die Lombardei, die Toskana und Emilia-Romagna, ein.

## Einwanderung

### Arbëresh

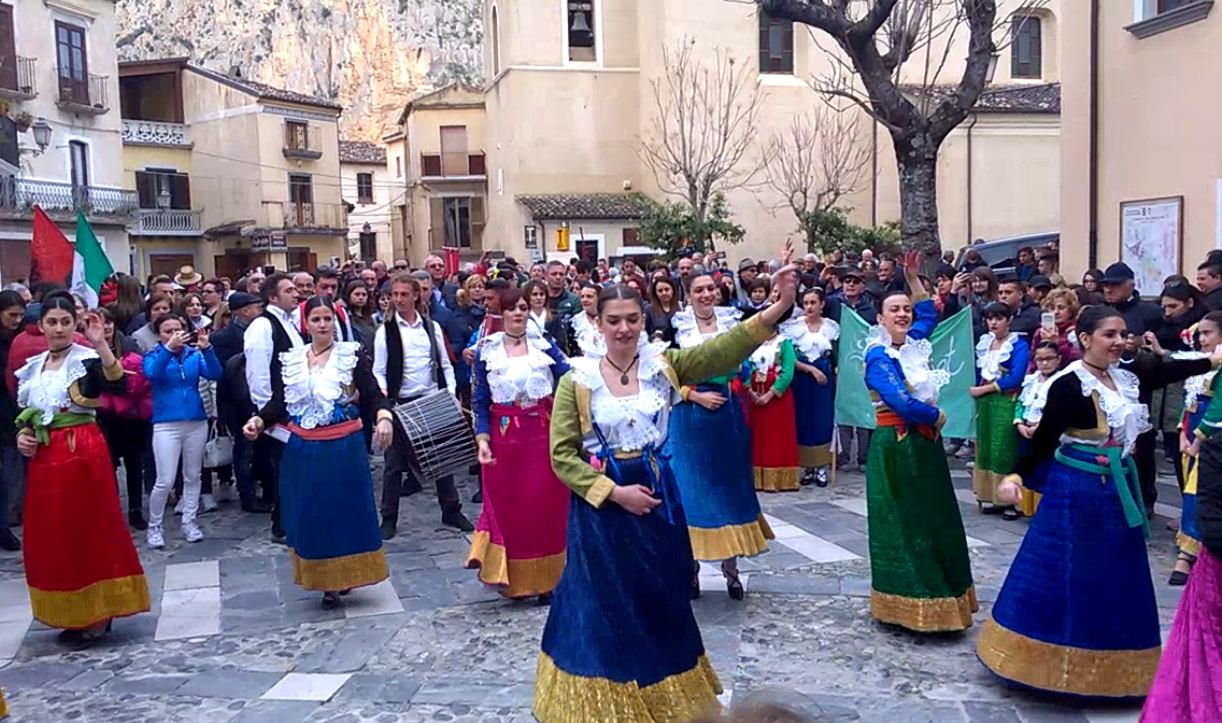
Arbëresh-Tänzerinnen in Süditalien

Die ersten Arbëresh kamen schon sporadisch zwischen dem 13. und 15. Jahrhundert in mehreren kleineren und größeren Migrationswellen ins Königreich Neapel. Es waren Söldner, die im Dienst der lokalen Feudalherren und der Könige von Neapel standen. Nach dem Tod des albanischen Nationalhelden Skanderbeg (1468) und nach der Eroberungen von Kruja (1478) und von Shkodra (1479) durch die Osmanen kam es bis zu Ende des 18. Jahrhunderts zu mehreren größeren Flüchtlingswellen, um dem osmanischen Joch zu entgehen.
Die Arbëresh haben eine wichtige Rolle in der Geschichte des südlichen Italiens gespielt. Die albanische Armee half dem damaligen König von Neapel, Ludwig II. von Anjou, einem rebellischen Aufstand zum Siege zu verhelfen. Als Gegenzug gewährte Italien christlichen Albanern Schutz vor den Osmanen. Viele Generationen später benötigten die Italiener von den Albanern weitere militärische Hilfe. Diesmal gingen die Albaner unter der Führung Skanderbegs in Richtung Italien. Skanderbeg bildete eine starke Allianz zwischen beiden Seiten und wurde Kommandant einer neapolitanisch-albanischen Armee.

Ursprünglich lebten in Italien (nach albanisch-nationalistischen Angaben) zwischen 800.000 und 2.000.000 alteingesessene Albaner, von denen zwischen 100.000 und 260.000 den Dialekt der Arbëresh sprechen. In einigen Gebieten Italiens gilt Albanisch als Amtssprache. Ende des 15. Jahrhunderts verließen viele Albaner ihre Heimat, die damals vom Heer des Osmanischen Reichs erobert wurde. Jenseits der Adria nahm das katholische Königreich Neapel die Flüchtlinge auf.

### Einwanderung ab 1991

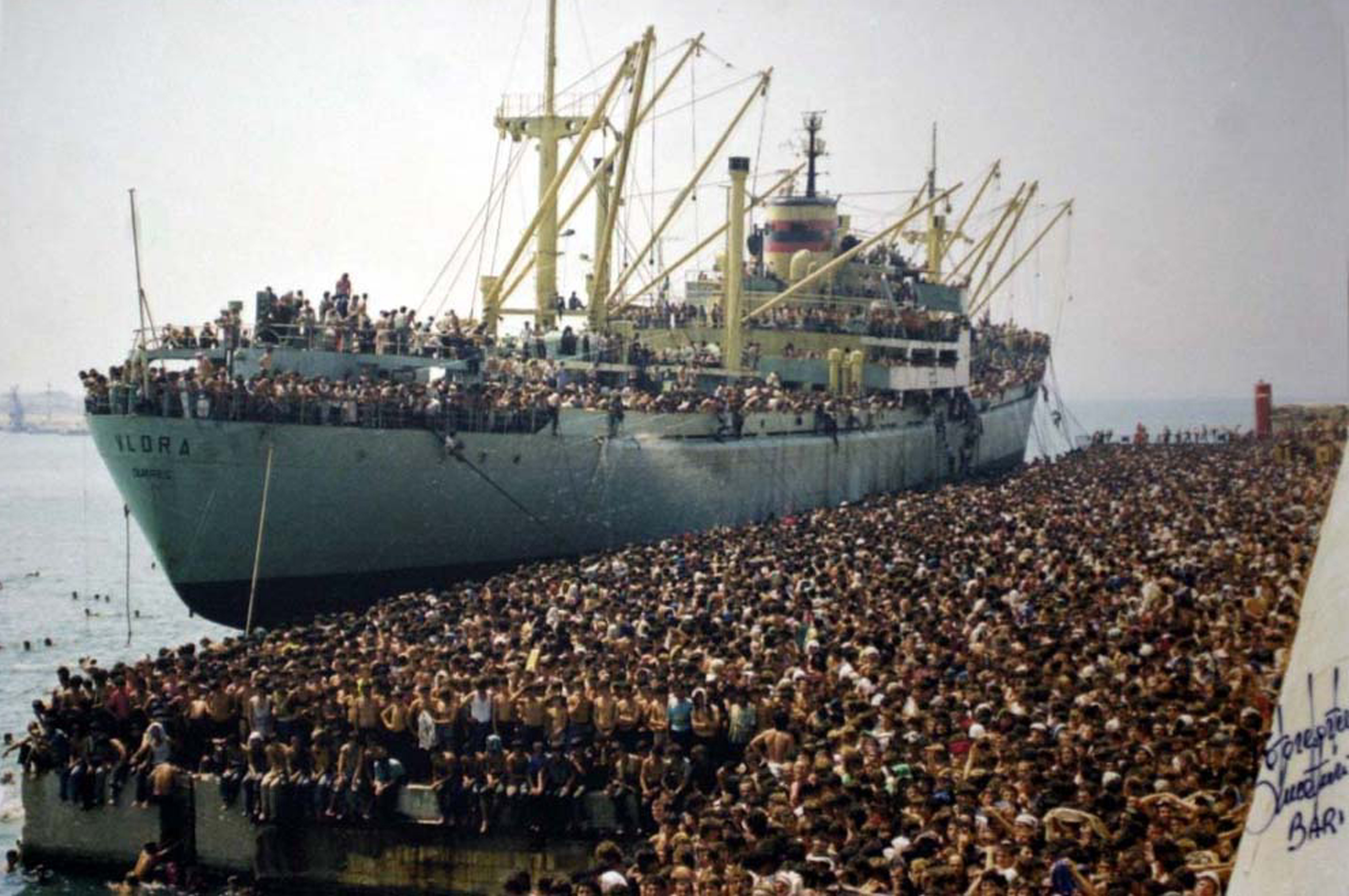
1991 flohen Zehntausende Albaner nach Italien wie hier mit der Vlora.

Seit 1991 (nach der Auflösung der Sozialistischen Volksrepublik Albanien und damit der kommunistischen Diktatur unter dem Autokraten Enver Hoxha) ist Italien stärker von einer Armutseinwanderung aus der Republik Albanien betroffen. Viele Albaner kamen besonders 1991 mit gekaperten Schiffen wie der Vlora und während des bürgerkriegsähnlichen Aufstandes gegen das Ponzi-Schema 1997 illegal mit Schlauch- und anderen Booten über die Straße von Otranto nach Italien. Bis zu 500.000 Albaner verließen seit 1991 ihr Land in Richtung Italien. Albaner wandern auch aus dem Kosovo und aus Mazedonien/Montenegro nach Italien ein.
Albanische Staatsangehörige sind nach den Marokkanern die wohl größte Ausländergruppe in Italien. Nach Angaben des Nationalen Instituts für Statistik (ISTAT) vom 1. Januar 2015 lebten 498.419 albanische Staatsbürger in Italien. Das sind 8,9 % der ausländischen Bevölkerung in Italien. Daneben ist von einer unbekannten Zahl von Illegalen auszugehen. So gingen Schätzungen für 2005 von 458.600 Albanern in Italien aus. Die Zahlen der verschiedenen Statistiken und Ämtern variieren aber deutlich.
Daneben leben im Jahr 2014 über 77.000 mazedonische Staatsbürger in Italien, bei denen von nationalistischer Seite angenommen wird, dass 90 % der albanischen Bevölkerungsgruppe zuzuordnen sind. Dazu kamen 2014 noch etwa 45.000 kosovarische Staatsbürger. Die eingebürgerten Albaner fehlen in der Statistik.